# 阿尔米尼亚
亚美尼亚沃斯蒂坎国，又称阿尔米尼亚埃米尔领（阿尔米尼亚省）（阿拉伯语：إمارة أرمينيا，转写：imārat Arminiya），是阿拉伯穆斯林對南高加索（亞美尼亞、阿塞拜疆和格魯吉亞）的政治和地理名稱。這地方在7世紀中被阿拉伯人征服。儘管哈里發最初允許亞美尼亞王子統治阿尔米尼亚省以換取貢品和戰爭期間亞美尼亞人的忠誠，但倭馬亞哈里發阿卜杜勒·馬利克·伊本·馬爾萬在該地區引入了的直接阿拉伯統治，由他的總督（埃米尔，亚美尼亚语称沃斯蒂坎）在德温管轄。

## 歷史
公元639年阿拉伯軍隊第一次到達亞美尼亞，古都德温在640年10月6日的第二次次襲擊中被攻破並被掠奪。根據亞美尼亞主教索比奧斯在641年的說法，阿拉伯人席捲城市，造成12000亞美尼亞人死亡，35000人被俘。第三次入侵發生在642-643年，第四次在650年，攻佔了凡湖以北的一些土地。
然而，亞美尼亞仍然在宗主國拜占廷帝国之下，直到653年-654年時狄奥多尔·鲁什图尼（Theodore Rshtuni）自願承認阿拉伯帝國是宗主國並被承認為亞美尼亞的自治王公。根據這項協定，亞美尼亞被確認為自治國家，每年向阿拉伯帝國進貢，並向其提供一萬五千軍隊。在阿拉伯人援助之下，鲁什圖尼擊退拜占庭襲擊，在655年攻下拜占廷的狄奥多西波利斯（今埃尔祖鲁姆），但他本人被帶到大馬士革，阿拉伯人指派他的對手哈馬扎斯普·馬米科尼揚（Hamazasp Mamikonian）代他管治該國。
657年爆發的穆斯林內戰導致阿拉伯軍隊返回敘利亞。隨後，拜占廷人在馬米科尼揚家族的幫助下重新恢復他們對該國的權力。然而，在661年，穆斯林內戰的勝利者穆阿威叶一世命令亞美尼亞王子重新服從他的權威並表示敬意。為了避免再次發生戰爭，王公遵守。要求以金錢支付貢品的阿拉伯政策對亞美尼亞經濟和社會產生了影響。硬幣在德温被鑄造。亞美尼亞人被迫生產出剩餘的食品和製成品出售。隨著經濟復甦，高加索地區發展出繁荣的城市生活。

## 確立穆斯林直接控制
在7世紀下半葉的大部分時間裡，阿拉伯人在亚美尼亚的存在和控制很少。亞美尼亞被阿拉伯人認為是被征服但享有事實上的自治權的土地，受到654年簽署的條約的管制。亞美尼亞王公被要求提交相對較低的稅率和提供士兵這些義務，王公们將每年獲得100,000迪拉姆的補貼。作為交換，在亞美尼亞的土地上沒有阿拉伯駐軍或官員，甚至承諾拜占庭襲擊時阿拉伯人可提供援助。哈里發阿卜杜勒-馬利克·本·馬爾萬·本·哈卡姆統治時期的情況發生了變化（685-705）。從700年開始，哈里發的兄弟兼阿達爾巴揚（Adharbayjan，現代伊朗阿塞拜疆省）總督穆罕默德·本·馬爾万通過一系列战斗制服該國。雖然亞美尼亞人在703年叛亂並獲得拜占庭援助，但穆罕默德·伊本·馬爾萬擊敗了他們並在705年處決了叛亂的首領，镇压了叛亂。
亞美尼亞與高加索阿爾巴尼亞和高加索伊比利亞（現代格魯吉亞）被合併為一個名為阿尔米尼亚的大省，其首府在德温，阿拉伯人设立了总督（埃米尔）职位与駐軍。在倭馬亞王朝剩下的時期，通常由一位总督兼领阿尔米尼亚、阿達爾巴揚、賈茲拉（上美索不達米亞），事实上形成一个更大的省份。
阿尔米尼亚由德温的埃米爾管理，但其权力僅限於防禦和收稅：权力主要掌握在当地大贵族——“納哈拉爾（Nakharar）”阶层统治，全省分為四部分，高加索阿爾巴尼亞，高加索伊比利亞，阿拉斯河流域、Taron。与薩珊時代一样，当地王公由一位首席王公（Ishkhan）領導，這個头衔的名称可能在9世紀開始，演變为“王公之王公”（իշխանացիշխան，ishkhanac'ishkhan） ；作為其他王公的首領，他向阿拉伯总督負責，負責收取上交哈里發政府的稅收，並在要求時徵募軍隊。

## 阿拔斯王朝
隨著阿拔斯王朝的建立，開始了一段鎮壓时期：哈里发曼苏尔撤銷各亞美尼亞王子的補貼，並徵收更嚴厲的稅收，導致774年又一次大規模叛亂的爆發。叛亂在775年4月被鎮壓，叛亂的失敗使许多顯赫的亞美尼亞貴族家族濒临灭亡。其後的過程中，哈里發加緊了對外高加索省份的控制：鄰國伊比利亞的貴族也在780年代被摧毀，並開始了阿拉伯部落定居的過程，到9世紀中葉導致高加索阿爾巴尼亞伊斯蘭化，而伊比利亞和亞美尼亞的平原則由一系列阿拉伯埃米尔国控制。
儘管發生了幾起叛亂，阿尔米尼亚的埃米尔一直持續到884年，直到設法控制了其大部分地區的亚美尼亚贵族阿碩特一世宣布自己是“亞美尼亞人之王”。885年阿拔斯哈里發穆阿台米德承认了他的地位，886年馬其頓王朝的拜占庭皇帝巴西爾一世也予以承認。阿碩特迅速擴大了權力。通過與其他最重要的兩個贵族家族Artsruni和Siwnis的家庭聯繫，以及對阿拔斯王朝及其地方埃米尔的謹慎政策，成功建立了巴格拉圖尼王朝亞美尼亞。